# Dəmirli
Dəmirli (in azero) o Tsaghkashen (in armeno Ծաղկաշեն?), è una piccola comunità rurale del distretto di Tərtər, in Azerbaigian, fino al 2024 appartenente alla regione di Martakert nella repubblica di Artsakh (fino al 2017 denominata repubblica del Nagorno Karabakh).
Il villaggio nel 2005 contava poco più di cento abitanti e sorge quasi prossimo all'intersezione tra la strada statale che collega la ex capitale dell'Artsakh Stepanakert al capoluogo regionale Martakert e quella che dallo stesso si dirige verso ovest in direzione della regione di Shahoumian. É pressoché contiguo al villaggio di Nerkin Horatagh.